# Hillsboro (Ohio)
Hillsboro est le siège du comté de Highland, situé dans l'État de l'Ohio, aux États-Unis.
Hillsboro est la ville de naissance Milton Caniff, auteur de bande dessinée (dont Terry et les Pirates).